# ماثيو بيرل
ماثيو بيرل (بالإنجليزية: Matthew Pearl)‏  (و. 1975  م) هو كاتب، وروائي، وأستاذ جامعي أمريكي، ولد في نيويورك.

## التعليم
تعلم في جامعة هارفارد.